# Gees
Pour les articles homonymes, voir Bee Gees et Michael Gees.
Gees est un village situé dans la commune néerlandaise de Coevorden, dans la province de Drenthe. Le 1er avril 2004, le village comptait 610 habitants.